# 岡山県道65号久世中和線
岡山県道65号久世中和線（おかやまけんどう65ごう くせちゅうかせん）は、岡山県真庭市から苫田郡鏡野町を経由して真庭市を結ぶ県道（主要地方道）である。

## 概要

### 路線データ
- 起点：岡山県真庭市久世（国道181号交点）
- 終点：岡山県真庭市蒜山下和（国道482号交点）
- 総延長：31.5 km
- 実延長：29.8 km

## 歴史
- 1993年（平成5年）5月11日 - 建設省から、県道久世中和線が久世中和線として主要地方道に指定される[1]。

## 路線状況

### 重複区間
- 岡山県道56号湯原奥津線（苫田郡鏡野町富西谷）

## 地理

### 通過する自治体
- 真庭市
- 苫田郡鏡野町
- 真庭市

### 交差する道路
| 交差する道路                        | 市町村名 | 市町村名 | 交差する場所       | 交差する場所                  |
| ----------------------------------- | -------- | -------- | ------------------ | ----------------------------- |
| 国道181号                           | 真庭市   | 真庭市   | 久世               | 真庭市久世庁舎前交差点 / 起点 |
| 岡山県道82号鏡野久世線              | 真庭市   | 真庭市   | 樫西               |                               |
| 岡山県道326号樫西湯原線             | 真庭市   | 真庭市   | 樫西               |                               |
| 岡山県道56号湯原奥津線 重複区間起点 | 苫田郡   | 鏡野町   | 富西谷             |                               |
| 岡山県道56号湯原奥津線 重複区間終点 | 苫田郡   | 鏡野町   | 富西谷             |                               |
| 岡山県道445号下和奥津川西線         | 真庭市   | 真庭市   | 蒜山下和（したお） |                               |
| 国道482号                           | 真庭市   | 真庭市   | 蒜山下和           | 終点                          |

### 沿線にある施設など
- 真庭市役所本庁舎
- 真庭市役所蒜山振興局中和出張所